# Xã Jefferson, Quận Noble, Ohio
Xã Jefferson (tiếng Anh: Jefferson Township) là một xã thuộc quận Noble, tiểu bang Ohio, Hoa Kỳ. Năm 2010, dân số của xã này là 281 người.